# (12329) Liebermann
(12329) Liebermann (1992 SR23) – planetoida z pasa głównego asteroid okrążająca Słońce w ciągu 3,7 lat w średniej odległości 2,39 j.a. Odkryta 23 września 1992 roku.